# Uloborus canescens
Espèce
Uloborus metae est une espèce d'araignées aranéomorphes de la famille des Uloboridae.

## Distribution
Cette espèce est endémique de Colombie.

## Publication originale
- C. L. Koch, 1844 : Die Arachniden. Nurnberg : C.H. Zeh’sche Buchhandlung, vol. 11, p. 1-174.